# Vivana
Durante las revueltas que tuvieron lugar tras la subida al trono de Darío I en el 522 a. C. después de asesinar al mago usurpador Gaumata, el pretendiente al trono Vahyazdata se autoproclamó rey en el corazón del imperio aqueménida. Era lo suficientemente poderoso como para nombrar un sátrapa en la provincia vecina de Aracosia, en la zona a lo largo del río Tarnak en el sudoeste del actual Afganistán. Sin embargo, Aracosia ya tenía un sátrapa, Vivana (Vivâna), quien había sido nombrado por Cambises II y era leal a su sucesor Darío.
Por la inscripción de Behistún, sabemos lo que ocurrió. Vahyazdata envió a su sátrapa con un ejército a marchar contra Vivana. La batalla tuvo lugar el 29 de diciembre del 522 a. C. y la victoria fue para Vivana tras unos días de asedio. Pudo haber tenido lugar en Kapisa, ciudadela de la capital de Aracosia, la moderna Kandahar, pero también es posible que fuera en lo que es hoy en día Begram, al norte de Kabul. No fue sin embargo una victoria definitiva.
Los rebeldes se reagruparon y presentaron batalla de nuevo, esta vez en Gandutava. El lugarteniente-sátrapa de Vahyazdata huyó con algunos jinetes hacia una fortaleza de Aracosia. Vivana los persiguió a pie y los derrotó el 21 de febrero del 521 a. C. El bando rebelde perdió más de 4500 hombres. El lugar de esta segunda batalla es desconocido. Podría ser un poco más al sudoeste pero siempre dentro de los dominios de Vivana.